# پابجی: بتل‌گراندز
پابجی: بتل گراندز (به انگلیسی: PUBG: Battlegrounds) تردم (که پیش‌تر با نام (بتل گراندز و به انگلیسی PlayerUnknown's) Battlegrounds) شناخته می‌شد یا به‌طور کوتاه پابجی (به انگلیسی: PUBG) یک بازی ویدئویی چندنفره آنلاین و در سبک بتل رویال است که توسط استودیو پابجی یکی از زیر مجموعه‌های کرافتون ساخته شده‌است. این بازی که از فیلم ژاپنی بتل رویال (به انگلیسی: Battle Royale) در سال ۲۰۰۰ الگوگیری شده‌است، توسط براندن گرین به عنوان حالتی برای سایر بازی‌ها ساخته شد و تحت مدیریت گرین به یک بازی مستقل تبدیل شده‌است.این بازی مناسب حداقل ۱۴ سال به بالا است. به در این بازی، حداکثر صد بازیکن با چتر نجات در جزیره ای فرود می‌آیند و به دنبال سلاح و تجهیزات می‌گردند تا دیگران را بکشند و از کشته شدن خود جلوگیری کنند. منطقه امن موجود در نقشه بازی به مرور زمان کوچک می‌شود و بازیکنان بازمانده را به مناطق تنگ‌تر هدایت می‌کند تا اجباراً به هم برسند. آخرین بازیکن یا تیمی که زنده بماند برنده می‌شود. این اولین بازی از سری بازی‌های کرافتون است.
این بازی با فروش بیش از ۷۵ میلیون نسخه بر روی رایانه‌های شخصی و کنسول‌های بازی تا پایان سال ۲۰۲۱، به پنجمین بازی ویدیویی پرفروش تمام دوران تبدیل شد. نسخه جهانی پابجی موبایل (به انگلیسی: PUBG Mobile) موفق تر بوده و بیش از ۱ میلیارد دانلود داشته و بیش از ۸٫۴۲ میلیارد دلار درآمد به دست آورده‌است و آن را به چهارمین بازی موبایلی پردرآمد تبدیل کرده‌است. با مجموع درآمد بازی‌های رایانه‌های شخصی و کنسولی معادل ۴٫۶۵ میلیارد دلار، پابجی: بتل گراندز تا مه ۲۰۲۲ درآمد کلی ۱۳٫۰۷ میلیارد دلاری داشت که آن را به یکی از پردرآمدترین بازی‌های ویدیویی در تمام دوران تبدیل کرد. نسخه اصلی بازی از ۱۲ ژانویه ۲۰۲۲ به صورت رایگان عرضه شد.
پابجی: بتل گراندز اولین بار برای ویندوز از طریق دسترسی زودهنگام برنامه استیم در مارس ۲۰۱۷ در دسترس قرار گرفت و نسخه کامل آن در دسامبر ۲۰۱۷ منتشر شد. نسخه اکس‌باکس این بازی همچنین توسط استودیو مایکروسافت برای اکس‌باکس وان در همان ماه منتشر شد و نسخه موبایل آن در سپتامبر ۲۰۱۸ به‌طور رسمی منتشر شده. در سال ۲۰۱۸ نسخه رایگان پابجی موبایل برای اندروید و آی‌اواس، و یک پورت برای پلی استیشن ۴ منتشر شد. یک نسخه هم برای پلتفرم گوگل استادیا در آوریل ۲۰۲۰ منتشر شد. نسخه‌های اکس‌باکس سری اکس و اس و پلی استیشن ۵ که در نوامبر ۲۰۲۰ منتشر شدند.
سیستم برای ورود به بازی (بازی های گوگل پلی)(فیسبوک)( تویتر) 
(اکانت مهمان) برای وصل کردن بازی و از بین نرفتن اکانت بعد از حذف و نصب بازی روی یکی از روش های بالا بازی را سیو(ذخیره) نمایید
رفته رفته پلیر های بازی بیشتر شد و بعضی از شرکت ها دست به ساخت نسخه های جدید تر و متفاوت تر با همکاری کرافتون و تنسنت زدند (پابجی نیو استیت)(پابجی کره)  (پابجی هند)و...

## گیم‌پلی
پابجی یک بازی تیراندازی بازیکن در مقابل بازیکن است که در آن تا صد بازیکن در یک نبرد بتل رویال مبارزه می‌کنند، یک نوع مسابقه مرگ در مقیاس بزرگ که در آن بازیکنان برای زنده ماندن آخرین نفر می‌جنگند. بازیکنان می‌توانند انتخاب کنند که به صورت انفرادی، دو نفره یا با یک تیم کوچک حداکثر چهار نفره وارد مسابقه شوند. آخرین فرد یا تیم زنده برنده مسابقه است.
هر مسابقه با چتربازی بازیکنان از هواپیما بر روی یکی از چهار نقشه شروع می‌شود، با مساحت‌های تقریباً ۸ × ۸ کیلومتر (۵٫۰ × ۵٫۰ مایل)، ۶ × ۶ کیلومتر (۳٫۷ × ۳٫۷ مایل) و ۴ × ۴ کیلومتر (۲٫۵×۲٫۵ مایل). مسیر پرواز هواپیما در سراسر نقشه در هر دور متفاوت است، و بازیکنان باید به سرعت بهترین زمان را برای پرتاب کردن و چتر نجات به زمین تعیین کنند. بازیکنان بدون هیچ ابزاری شروع می‌کنند و فقط توانایی انتخاب لباس‌های سفارشی را دارند که روی گیم پلی تأثیری ندارند. پس از فرود، بازیکنان می‌توانند ساختمان‌ها، شهرهای متروک و سایر مکان‌ها را جستجو کنند تا سلاح‌ها، وسایل نقلیه، زره‌های ضد گلوله و سایر تجهیزات را بیابند. این موارد به صورت رویه ای در سراسر نقشه در شروع مسابقه توزیع می‌شوند، با مناطق پرخطر خاصی که معمولاً تجهیزات بهتری دارند. بازیکنان کشته شده را می‌توان غارت کرد تا تجهیزات خود را نیز به دست آورند. بازیکنان می‌توانند از زاویه دید اول شخص یا سوم شخص بازی کنند که هر کدام مزایا و معایب خاص خود را در مبارزه و آگاهی از موقعیت دارند. اگرچه تنظیمات خاص سرور را می‌توان برای وادار کردن همه بازیکنان به یک زاویه دید برای حذف برخی از مزایا استفاده کرد.
هر چند دقیقه، منطقه قابل بازی نقشه شروع به کوچک شدن به سمت یک مکان تصادفی می‌کند، به طوری که هر بازیکنی که در خارج از منطقه امن گرفتار می‌شود، به تدریج آسیب می‌بیند، و در نهایت اگر منطقه امن به موقع وارد نشود، حذف می‌شود. در بازی، بازیکنان مرز را به عنوان یک دیوار آبی درخشان می‌بینند که در طول زمان کوچک می‌شود.این منجر به یک نقشه محدودتر می‌شود و به نوبه خود شانس برخورد بازیکنان با هم را افزایش می‌دهد.در طول مسابقه، نواحی تصادفی نقشه با رنگ قرمز مشخص شده و بمباران می‌شوند، که تهدیدی برای بازیکنانی است که در آن منطقه باقی می‌مانند. در هر دو مورد، بازیکنان چند دقیقه قبل از این رویدادها اخطار می‌گیرند و به آنها زمان می‌دهد تا به مکان امن منتقل شوند.یک هواپیما گهگاه به صورت تصادفی یا هر جایی که بازیکن از تفنگ منور استفاده می‌کند، بر فراز قسمت‌های مختلف نقشه قابل بازی پرواز می‌کند و یک بسته لوت را رها می‌کند که شامل مواردی است که معمولاً در طول گیم پلی معمولی قابل دستیابی نیستند. این بسته‌ها دود قرمز رنگ بسیار زیاد و قابل مشاهده ای را منتشر می‌کنند و بازیکنان علاقه‌مند را به خود نزدیک می‌کند و درگیری‌های بیشتری را ایجاد می‌کند.به‌طور متوسط، یک دور کامل بیش از ۳۰ دقیقه طول نمی‌کشد.
در پایان هر دور، بازیکنان بر اساس عملکرد خود، مقداری از پول درون بازی به دست می‌آورند. این ارز برای خرید جعبه‌هایی استفاده می‌شود که حاوی اقلامی برای شخصی‌سازی شخصیت یا سلاح هستند.یک «حالت رویداد» چرخشی در مارس ۲۰۱۸ به بازی اضافه شد. این رویدادها قوانین عادی بازی را تغییر می‌دهند، مانند ایجاد تیم‌ها یا جوخه‌های بزرگ‌تر، یا تغییر توزیع سلاح‌ها و زره‌ها در نقشه بازی.

## نسخهٔ موبایل
پابجی موبایل یک بازی آنلاین و رایگان برای پلتفرم‌های موبایلی اندروید و آی او اس است. این بازی نسخه موبایلی بازی پرطرفدار پابجی است که برای پلتفرم‌های (ویندوز، اکس باکس وان، پلی استیشن ۴)نیز منتشر شده‌است. این بازی توسط شرکت لایت اسپید اند کوانتوم و شرکت پابجی با موتور آنریل ۴ ساخته شده و در تاریخ ۹ فوریه سال ۲۰۱۸ توسط تنسنت در گوگل پلی و اپ استور منتشر شده‌است. این بازی دارای حالات بتل رویال، کشتار دسته جمعی (حالتی مشابه با بازی کانتر)، حالت چهار به چهار و… است.
این بازی در دو نسخه پابجی: آرمی اتَک یا پابجی موبایل لایت، که توسط Timi ساخته شده و PUBG: Exhilarating Battlefield یا همان نسخه اصلی (پابجی موبایل) که دست پخت استودیوهای لایت اسپید و کوانتوم است.

### انتشار
پورت‌های رسمی پلیرآن‌نونز بتل‌گراندز ابتدا به صورت آزمایشی فقط در کشور چین منتشر شد. اما به دلیل موفقیت این بازی با وجود زبان چینی، پیش از هفتاد و پنج میلیون نفر برای تجربه نسخه‌های موبایل بازی از سراسر دنیا ثبت نام کردند و بدون توجه به این مسئله بازی‌ها را انجام می‌دادند.
آن هم فقط به یک دلیل: «پورت‌های رسمی پابجی» روی موبایل فراتر از انتظار مخاطبان بود. پابجی در رایانه‌های شخصی شگفتی ساز شد و رکوردهای زیادی را جابه‌جا کرد. استقبال زیاد از نسخه آزمایشی بازی باعث شد خیلی زود نسخه جهانی بازی نیز با زبان انگلیسی و سایر زبان‌ها در گوگل پلی و اپ استور در تاریخ ۹ فوریه سال ۲۰۱۸ منتشر شد.
هم‌اکنون این بازی بیش از ۱۰۰ میلیون بار در هر دو پلتفرم دانلود شده‌است.

### گیم‌پلی
گیم‌پلی این بازی همانند سایر نسخه‌های پابجی است. با تفاوت‌هایی که برای صفحات لمسی بهینه‌سازی شده‌اند. این بازی چند حالت دارد. حالت اصلی و پرطرفدار این بازی که بتل رویال نام دارد، صد (در کاراکین و لیویک و ۵۰ نفر) و (نوسا ۳۰ نفره) بازیکن به صورت تکی، دو نفره، سه نفره و چهار نفره بدون تجهیزات از طریق هواپیمایی به یک جزیره خالی از سکنه که در آن تجهیزات جنگی وجود دارد، رها می‌شوند. بازیکنان باید با یافتن تجهیزات، یکدیگر را بکشند و در آخر گروه یا شخصی که زنده بماند، برنده می‌شود. حالات دیگر بازی هم هستند که از زیر شاخه بتل رویال است، که با تفاوت‌هایی قابل بازی هستند. مانند مسابقه سریع، منطقه کوچک و… وجود دارد. حالت دیگر بازی که تیم دِث مَچ (انگلیسی: Teamdeath match) نام دارد، حالتی مشابه با بازی کانتر است که در آن چهار گروه در برابر چهار گروه قرار می‌گیرند و در ده دقیقه باید یکدیگر را بکشند.

## ویژگی‌های بازی
وجود صدها میلیون طرفدار برای یک بازی دیجیتالی، ابداً اتفاقی نیست و قطعاً دلایلی دارد. دلایلی که باعث به وجود آمدن مسابقات و تورنومنت‌های بزرگ پابجی در سرتاسر جهان شده و منبع درآمد بسیاری از افراد می‌باشد. در نتیجه، قطعاً بازی پابجی برخی ویژگی‌ها دارد که شاید به سختی بتوان مجموعه‌ای از آن‌ها را در یک بازی یافت. این ویژگی‌ها به شرح زیر است:
- گرافیک بی نظیر و با کیفیت

موتور گرافیکی بازی پابجی، Enigne Unreal 4 نام دارد که در حال حاضر یکی از بهترین موتورهای گرافیکی میان بازی‌های دیجیتالی شمرده می‌شود. گرافیک و کیفیت وضوح بازی پابجی به حدی است که در آن می‌توان جزئیاتی کم‌نظیر از لحظات وقوع درگیری‌ها و کشتارها مشاهده کرد. امروزه پابجی را در بهترین سیستم‌ها و نمایشگرهای جهان بازی می‌کنند تا از گرافیک بی نظیر آن نهایت بهره را ببرند.
- وجود مجموعه‌ای از تجهیزات و سلاح‌ها برای نبرد

بازیکنان پابجی در حین نبرد می‌توانند انواع مختلف اسلحه و تجهیزات جنگی را در میدان بیابند. پابجی دارای مجموعه‌ای متنوع از تمام مهمات و تجهیزات جنگی است که افراد می‌توانند اکثر سلاح‌های موجود در جهان را داخل بازی مشاهده کنند. این تنوع در سلاح‌ها موجب شده تا ضمن چندین برابر شدن لذت بازی، افراد بتوانند مشابه یک نبرد واقعی را در موبایل یا کنسول‌های مختلف داشته باشند.
- قابلیت استفاده از وسیله‌های نقلیه مختلف

در میدان نبرد تعداد زیادی وسیله نقلیه وجود دارد که بازیکنان در حین بازی می‌توانند از آن‌ها استفاده کنند. با این وسیله‌های نقلیه می‌توان سریع‌تر به مقصد رسید و حتی امنیت خود را با افزایش سرعت آن، تأمین کرد. همچنین بازیکنان می‌توانند با رد شدن از روی کارکتر بازیکنان دیگر با خودرو، موجب مرگ آن‌ها شوند.
- وجود افکت‌های صوتی با کیفیت و طبیعی

شلیک، انفجار، قتل، قدم و تمام کارهایی که در دنیای واقعی صدا دارند، در بازی پابجی صدا گذاری شده‌اند. به طوری که صدای آن‌ها تفاوت چندنی با مشابه همان اتفاق در دنیای واقعی ندارد. شرایط موجود در پابجی، فضای آن را به یک نبرد واقعی تبدیل می‌کند و می‌توان شدت هیجان را در بازیکنان آن مشاهده کرد.
- عدم نیاز به سیستم سطح بالا

سری بازی‌های پابجی، هیچ نیازی به سیستم‌های سطح بالا و گران‌قیمت ندارند. به طوری که پابجی موبایل را می‌توان در موبایل اندروید ۵ به بالا بازی کرد. البته به معنای این نیست که این بازی در سیستم‌های سطح بالا تفاوتی با سیستم متوسط ندارد؛ بلکه با بالا رفتن سطح سیستم، کیفیت و عملکرد بازی چندین برابر می‌شود. شاید سیستم‌های متوسط نتوانند از نهایت کیفیت بازی بهره ببرند، اما می‌توانند بازی را در سطح خود بازی کنند.
- وجود مود و سبک‌های مختلف نبرد

بازیکنان پابجی می‌توانند با انتخاب سبک نبرد مود علاقه خود از میان چندین سبک، بازی خود را در شرایط مختلفی محک بزنند. در حالی که مود بتل رویال پابجی توانسته خود را به عنوان بهترین در جهان اثبات کند، سبک‌های بی نظیر دیگری نیز داخل بازی پابجی وجود دارد که از شدت کیفیت و هیجان اعتیاد آور هستند. تفاوت مودهای نبرد پابجی، تنها در قوانین و شرایط بازی است و به‌طور کلی فرمت بازی‌ها مشابه می‌باشد.

## سازنده و طراح بازی پابجی
مغز متفکر و فرد خلاقی که بازی پابجی را خلق کرد، برندن گرین (انگلیسی: Brendan Greene) نام دارد که یک فرد نابغه ایرلندی می‌باشد. جالب است بدانید برندن ابتدا هیچ تخصصی در کد نویسی و طراحی نرم‌افزار نداشت. اما به خاطر رؤیای خود که طراحی بازی‌هایی با سبک بتل رویال بود، علم کدنویسی را فرا گرفت تا مسیر تحقق رویاهای خود را هموارتر کند.
به نقل از خود برندن گرین برای اولین بار ایده ساخت پابجی با سبک بتل رویال، پس از مطالعه مجموعه رمان بازی‌های گرسنگی (انگلیسی: The Hunger Games) به ذهن او خطور کرد. خود این مجموعه رمان به توصیف داستانی مشابه بازی‌های سبک بتل رویال می‌پردازد و طبق گفته خود برندن، دلیل اصلی طراحی و ساخت بازی پلیر آن‌نونز بتل گراندز است.

## دلیل انتخاب نام پابجی
نام کامل پابجی، پلیر آن‌نونز بتل گراندز (Player Unknown’s Battle Grounds) است. احتمالاً جمع کثیری از کاربران پابجی دلیل انتخاب این نام عجیب و رمز آلود را نمی‌دانند؛ زیرا این نام هیچ ارتباطی با محتوا و سبک بازی پابجی ندارد.
برندن گرین نام خالق بازی پابجی است. برندن یک گیمر حرفه‌ای در بازی‌های دیجیتالی می‌باشد که پیش از این نام مستعار خود را در بازی‌های Delta Force بازیکن ناشناخته (Player Unknown) معرفی می‌کرد. برندن که ابتدای طراحی بازی پابجی هیچوقت فکر نمی‌کرد این بازی به یکی از محبوب‌ترین و پر کاربرترین بازی‌های تاریخ بدل شود، برای یادآوری روزهای گذشته گیمری خود نام آن را اینگونه گذاشت.